# Tiruppur (Distrikt)
Der Distrikt Tiruppur (Tamil: திருப்பூர் மாவட்டம்; auch: Tirupur) ist ein Distrikt des indischen Bundesstaates Tamil Nadu. Verwaltungszentrum ist die namensgebende Stadt Tiruppur. Der Distrikt Tiruppur hatte nach der Volkszählung 2011 eine Fläche von 5.187 Quadratkilometern und rund 2,5 Millionen Einwohner.

## Geografie

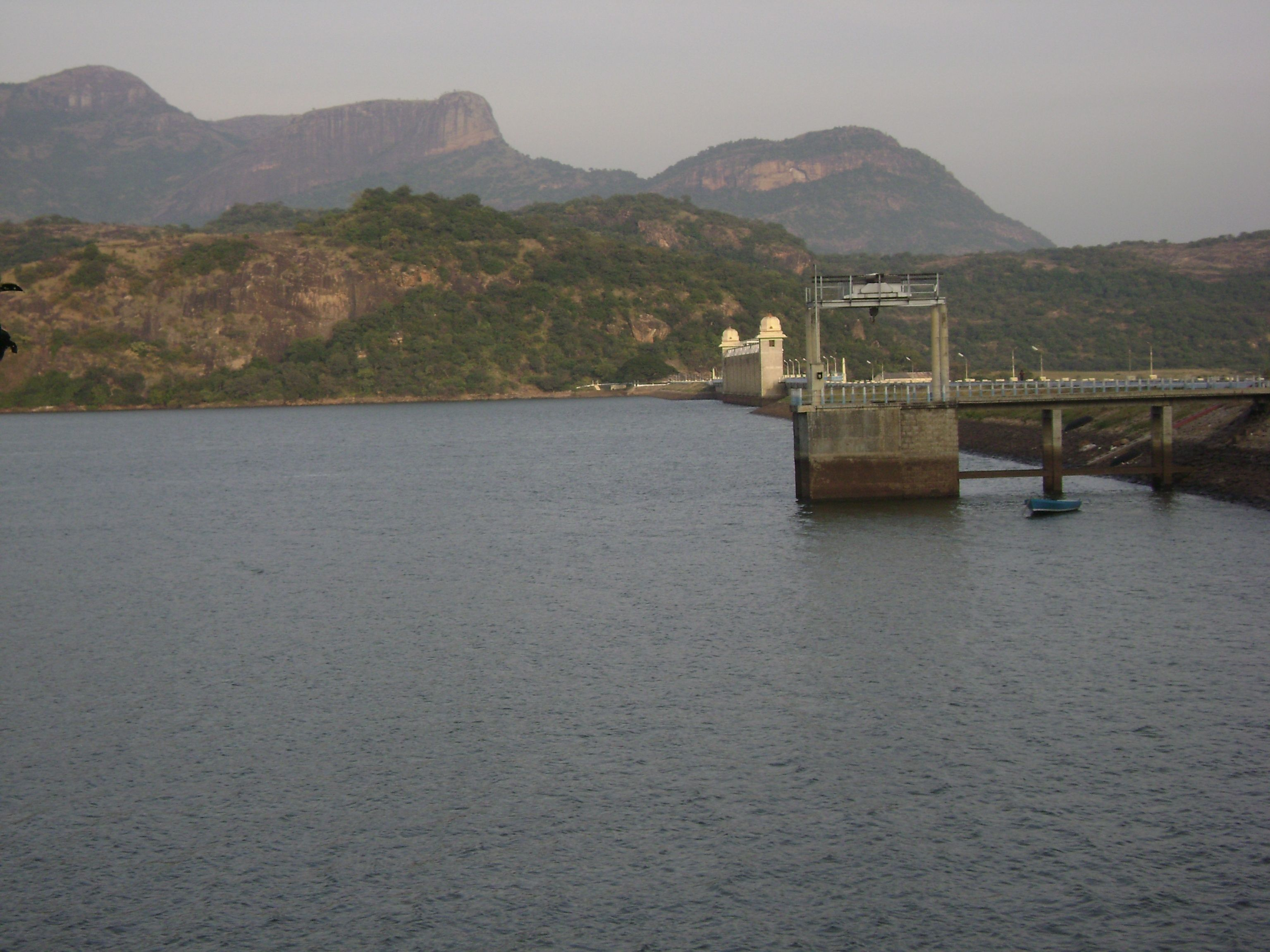
Amaravathi-Stausee in den Bergen im Süden des Distrikts Tiruppur

Der Distrikt Tiruppur liegt im Binnenland im Westen Tamil Nadus. Historisch wird das Gebiet zur Region Kongu Nadu gezählt. Nachbardistrikte sind Coimbatore im Westen, Erode im Norden, Karur im Osten, Dindigul im Südosten und Idukki im Süden. Letzterer gehört bereits zum Nachbarbundesstaat Kerala.
Die Fläche des Distrikts Tiruppur beträgt 5.187 Quadratkilometer. Das Distriktgebiet stellt sich größtenteils als flaches Plateau dar, im äußersten Süden an der Grenze zu Kerala hat der Distrikt Tiruppur Anteil an den Bergen der Westghats. Hier befindet sich ein Teil des Indira-Gandhi-Nationalparks. Durch den Distrikt Tiruppur fließen die Flüsse Noyyal und Amaravathi, beides Zuflüsse der Kaveri.
Im Distrikt Tiruppur herrscht ein heißes semiarides Klima vor. Die Jahresmitteltemperatur in Tiruppur beträgt 27,3 °C, das Jahresmittel des Niederschlages liegt bei 605 mm. Durch die Lage im Binnenland Tamil Nadus empfängt der Distrikt Tiruppur während des Nordostmonsuns verhältnismäßig wenig Regenfälle; gleichzeitig schirmen die Westghats ihn gegen den Südwestmonsun ab. Daher ist das Klima trockener als in den meisten anderen Teilen Tamil Nadus. Die meisten Niederschläge fallen während des Nordostmonsuns im Oktober und November.

## Geschichte
Die frühe Geschichte des Distrikts Tiruppur entspricht im Wesentlichen der des Distrikts Coimbatore. Die Region kam nach der Niederlage Tipu Sultans im vierten Mysore-Krieg 1799 unter die Herrschaft der Britischen Ostindien-Kompanie. 1804 wurde das Gebiet von Tiruppur als Teil des Distrikts Coimbatore in die Präsidentschaft Madras eingegliedert. Nach der indischen Unabhängigkeit kam das Gebiet an den neuformierten Bundesstaat Madras (heute Tamil Nadu). Am 22. Februar 2009 wurde der Distrikt Tiruppur aus den östlichen Teilen des Distrikts Coimbatore und dem Süden des Distrikts Erode gebildet.

## Bevölkerung
Bei der indischen Volkszählung 2011 hatte der Distrikt Tiruppur 2.479.052 Einwohner. Durch die wirtschaftliche Anziehungskraft der Industriestadt Tiruppur verzeichnet der Distrikt ein starkes Bevölkerungswachstum: Zwischen 2001 und 2011 wuchs die Einwohnerzahl um 29,1 Prozent. Die Wachstumsrate war nach den im Einzugsbereich der Metropole Chennai gelegenen Distrikten Kanchipuram und Tiruvallur die dritthöchste aller Distrikte Tamil Nadus und fast doppelt so hoch wie der Mittelwert des Bundesstaates (15,6 Prozent). Die Bevölkerungsdichte lag 2011 mit 478 Einwohnern pro Quadratkilometer etwas unter dem Durchschnitt des Bundesstaates (555 Einwohner pro Quadratkilometer). Die Urbanisierungsrate war dagegen überdurchschnittlich: 61 Prozent der Einwohner des Distrikts Tiruppur lebten in Städten (der Mittelwert Tamil Nadus betrug 48 Prozent). Die Alphabetisierungsquote entsprach mit 79 Prozent dem Durchschnitt Tamil Nadus (80 Prozent).
Die große Mehrheit der Einwohner des Distrikts Tiruppur sind Hindus. Nach der Volkszählung 2011 stellten sie 91,9 Prozent der Distriktbevölkerung. 5,0 Prozent waren Muslime und 2,8 Prozent Christen.
Die Hauptsprache im Distrikt Tiruppur ist wie in ganz Tamil Nadu das Tamil. Nach der Volkszählung 2001 wurde es von 87,1 Prozent der Einwohner des Distrikts als Muttersprache gesprochen. Daneben gab es eine größere Minderheit von Sprechern des Telugu (11,1 Prozent). Kannada, die Sprache des Nachbarbundesstaates Karnataka, wurde von 2,5 Prozent der Distriktbevölkerung gesprochen.
Nach der Volkszählung 2011 waren 16,0 Prozent der Einwohner des Distrikts Angehörige registrierter niederer Kasten (Scheduled Castes) und 0,2 Prozent Angehörige der indigenen Stammesbevölkerung (Scheduled Tribes).

## Verwaltungsgliederung
Der Distrikt Tiruppur war 2011 in sieben Taluks gegliedert: Avinashi, Dharapuram, Kangeyam, Madathukulam, Palladam, Tiruppur, Udumalaipettai.
Im Distrikt Tiruppur gab es 2011 eine Municipal Corporation (Tiruppur) und sechs Municipalities (Dharapuram, Palladam,  Udumalaipettai, Vellakoil, Velampalayam, South Nallur). Außerdem wurden 17 Town Panchayats, 25 Census towns und 297 Dörfer registriert.